# Mistrzostwa Świata w Hokeju na Lodzie 2024 (IV Dywizja)
Mistrzostwa Świata w Hokeju na Lodzie IV Dywizji 2024 rozegrane zostały w dniach 16–19 kwietnia 2024 roku.
Do mistrzostw IV Dywizji przystąpiły 4 zespoły, które swoje mecze rozgrywały w stolicy Kuwejtu Kuwejcie. Reprezentacje rywalizowały systemem każdy z każdym.
Hala, w której odbywały się zawody:
- Kuwait Ice Skating Rink w Kuwejcie

Do Mistrzostw świata Dywizji III, Grupy B w 2025 z Dywizji IV awansowała najlepsza reprezentacja.

## Wyniki
| 16 kwietnia 2024 | Mongolia | 9 : 3 | Indonezja | Kuwait Ice Skating Rink, Kuwejt |

| Szczegóły      | Szczegóły | Szczegóły       | Szczegóły | Szczegóły                         |
| -------------- | --------- | --------------- | --------- | --------------------------------- |
| Godzina: 14:00 |           | (2:0, 2:1, 5:2) |           | Sędzia główny: Sędziowie liniowi: |
| Godzina: 14:00 | min. kar  |                 | min. kar  | Sędzia główny: Sędziowie liniowi: |

| 16 kwietnia 2024 | Malezja | 1 : 15 | Kuwejt | Kuwait Ice Skating Rink, Kuwejt |

| Szczegóły      | Szczegóły | Szczegóły       | Szczegóły | Szczegóły                         |
| -------------- | --------- | --------------- | --------- | --------------------------------- |
| Godzina: 18:00 |           | (1:6, 0:5, 0:4) |           | Sędzia główny: Sędziowie liniowi: |
| Godzina: 18:00 | min. kar  |                 | min. kar  | Sędzia główny: Sędziowie liniowi: |

| 18 kwietnia 2024 | Indonezja | 7 : 6 pd. | Malezja | Kuwait Ice Skating Rink, Kuwejt |

| Szczegóły      | Szczegóły | Szczegóły            | Szczegóły | Szczegóły                         |
| -------------- | --------- | -------------------- | --------- | --------------------------------- |
| Godzina: 14:00 |           | (2:3, 0:2, 4:1, 1:0) |           | Sędzia główny: Sędziowie liniowi: |
| Godzina: 14:00 | min. kar  |                      | min. kar  | Sędzia główny: Sędziowie liniowi: |

| 18 kwietnia 2024 | Mongolia | 5 : 2 | Kuwejt | Kuwait Ice Skating Rink, Kuwejt |

| Szczegóły      | Szczegóły | Szczegóły       | Szczegóły | Szczegóły                         |
| -------------- | --------- | --------------- | --------- | --------------------------------- |
| Godzina: 18:00 |           | (2:1, 1:0, 2:1) |           | Sędzia główny: Sędziowie liniowi: |
| Godzina: 18:00 | min. kar  |                 | min. kar  | Sędzia główny: Sędziowie liniowi: |

| 19 kwietnia 2024 | Malezja | 2 : 14 | Mongolia | Kuwait Ice Skating Rink, Kuwejt |

| Szczegóły      | Szczegóły | Szczegóły       | Szczegóły | Szczegóły                         |
| -------------- | --------- | --------------- | --------- | --------------------------------- |
| Godzina: 14:00 |           | (1:7, 0:2, 1:5) |           | Sędzia główny: Sędziowie liniowi: |
| Godzina: 14:00 | min. kar  |                 | min. kar  | Sędzia główny: Sędziowie liniowi: |

| 19 kwietnia 2024 | Kuwejt | 8 : 7 | Indonezja | Kuwait Ice Skating Rink, Kuwejt |

| Szczegóły      | Szczegóły | Szczegóły       | Szczegóły | Szczegóły                         |
| -------------- | --------- | --------------- | --------- | --------------------------------- |
| Godzina: 18:00 |           | (2:3, 3:1, 3:3) |           | Sędzia główny: Sędziowie liniowi: |
| Godzina: 18:00 | min. kar  |                 | min. kar  | Sędzia główny: Sędziowie liniowi: |

## Tabela
| Lp. | Zespół    | M | Pkt | Z | Zd | Pd | P | G+ | G- | +/- |
| --- | --------- | - | --- | - | -- | -- | - | -- | -- | --- |
| 1   | Mongolia  | 3 | 9   | 3 | 0  | 0  | 0 | 28 | 7  | +21 |
| 2   | Kuwejt    | 3 | 6   | 2 | 0  | 0  | 1 | 25 | 13 | +12 |
| 3   | Indonezja | 3 | 2   | 0 | 1  | 0  | 2 | 17 | 23 | −6  |
| 4   | Malezja   | 3 | 1   | 0 | 0  | 1  | 2 | 9  | 36 | −27 |

      = awans do Dywizji III, Grupy B

      = utrzymanie w Dywizji IV